# Schumann
Schumann je priimek več osebnosti:
- Clara Schumann (1819–1896), nemška pianistka in skladateljica
- Robert Schumann (1810–1856), nemški skladatelj in pianist